# ابن ابی الرجال
صفی‌الدین احمد بن صالح یمنی معروف به ابن ابی الرجال (زاده ۱۰۲۹ - درگذشته ۱۰۹۲ هجری) مورخ، فقیه، ادیب، قاضی و خطیب زیدی در یمن بود. تبار وی به عمر بن خطاب می‌رسید. متوکل علی‌الله، امام وقت زیدیان، وی را به خدمت گرفت و تا پایان حکومتش وظیفهٔ خطابت صنعا برعهدهٔ او بوده. ابن ابی رجال آثار مختلفی در تاریخ، فقه، تفسیر، کلام و ادب دارد. معروفترین کتابی که نوشته مطلع البدور و مجمع البحور است که شامل زندگی‌نامه ۱۳۶۰ تن از پیروان زیدیه است و ۷ جلد دارد.